# I Am... (album d'Ayumi Hamasaki)
Pour les articles homonymes, voir I Am.
Albums de Ayumi Hamasaki
Duty
(2000) RAINBOW
(2002)
Remix par Ayumi Hamasaki
Cyber Trance presents ayu trance
(2001) Ayu-mi-x 4 Non-Stop Mega Mix Version
(2002)
Singles
I am... est le quatrième album original de Ayumi Hamasaki sorti sous le label avex trax.

## Présentation
L'album sort le 1er janvier 2002 au Japon sous le label avex trax, produit par Max Matsuura. Il atteint la première place du classement de l'Oricon. Il se vend à 1 751 360 exemplaires la première semaine, et reste classé pendant vingt-sept semaines, pour un total de 2 308 112 exemplaires vendus durant cette période.
Il contient treize chansons, plus deux interludes musicaux (opening Run et taskinlude), et une quatorzième chanson en bonus cachée après le dernier titre de l'album, partageant la piste N°15 après un « blanc sonore » (flower garden). Presque toutes sont écrites et composées par la chanteuse sous le pseudonyme « CREA » ; c'est son premier album contenant ses propres compositions. Sept des chansons étaient déjà parues en face A des singles sortis dans l'année : M, evolution, NEVER EVER, Endless sorrow 〜gone with the wind ver.〜 (dans une version différente), UNITE!, Dearest, et A Song is born ; cette dernière, à l'origine un duo avec Keiko et composée par Tetsuya Komuro, est ré-enregistrée pour l'album en version solo. La chanson Daybreak sortira elle aussi en single deux mois plus tard, dans une version remixée. Seules six chansons, dont celle cachée, resteront donc spécifiques à l'album ; deux d'entre elles sortiront cependant plus tard en singles, mais uniquement en Europe et attribuées à « Ayu » : Connected (composée par Ferry Corsten) en fin d'année, et Naturally en 2004.

## Style musical
Influencée par les attentats du 11 septembre 2001, Ayumi Hamasaki va changer de thèmes pour ses nouvelles chansons, pour transmettre un message de paix et d'amour, particulièrement dans les paroles de A Song is born. Elle a également changé la pochette initialement prévu, pour y apparaître en « muse de la paix » avec une tenue uniquement fait de lierres et une colombe (symbole de paix) posée sur son épaule. Jusqu'alors, elle ne voulait pas être promue dans le reste de l'Asie ; cependant, peu de temps avant la sortie de son album, elle a participé à la cérémonie des MTV Asia Music Awards, sa première performance hors du Japon. Elle prend avec cet album un plus grand contrôle sur sa musique, commençant à composer elle-même sous le pseudonyme « CREA », en débutant avec M (pour Maria), le principal single de l'album. Elle commence à incorporer de la musique rock et électronique dans ses chansons, et utilise une plus grande variété d'instruments.

## Liste des titres
Toutes les paroles sont écrites par Ayumi Hamasaki.
| 1.  | I am...                                        | CREA                           | Tadashi Kikuchi + tasuku | 5:31 |
| 2.  | opening Run                                    | CMJK                           | CMJK                     | 0:57 |
| 3.  | Connected                                      | Ferry Corsten (system F)       | Ferry Corsten (system F) | 3:21 |
| 4.  | UNITE!                                         | CREA                           | HΛL                      | 5:00 |
| 5.  | evolution                                      | CREA                           | HΛL                      | 4:42 |
| 6.  | Naturally                                      | CREA                           | CMJK                     | 4:18 |
| 7.  | NEVER EVER                                     | CREA                           | Chokkaku                 | 4:41 |
| 8.  | still alone                                    | CREA                           | CMJK                     | 5:57 |
| 9.  | Daybreak                                       | CREA, D・A・I, junichi matsuda | Tasuku                   | 4:49 |
| 10. | taskinlude (Musique instrumentale)             | Tasuku                         | Tasuku                   | 1:20 |
| 11. | M                                              | CREA                           | HΛL                      | 4:29 |
| 12. | A Song is born (version solo par Hamasaki)     | Tetsuya Komuro                 | Tetsuya Komuro           | 6:17 |
| 13. | Dearest                                        | CREA, D・A・I                  | Naoto Suzuki             | 5:33 |
| 14. | no more words                                  | CREA, D・A・I                  | Naoto Suzuki, Tasuku     | 5:47 |
| 15. | Endless sorrow 〜gone with the wind ver.〜     | CREA                           | CMJK                     | 5:39 |
| 16. | flower garden (titre caché en fin de piste 15) | CREA, D・A・I                  |                          | 2:38 |